# 17 Girls
17 Girls (del francés: 17 filles) es una película francesa de 2011 acerca de 17 chicas que hacen un presunto pacto de embarazo. La película fue expuesta en 2011 en Montreal World Film Festival y el  2011 Cannes Film Festival. 17 Girls está basada en un presunto pacto de embarazo que toma lugar en Gloucester High School en 2008.

## Argumento
En Lorient, 17 chicas de la misma secundaria hacen una inesperada decisión, incomprensible para los chicos y adultos. Ellas deciden quedar embarazadas al mismo tiempo. Camille (Louise Grinberg) vive sola con su mamá quien esta abrumada por su trabajo.
Ella queda embarazada después de tener un percance con un condón y tener relaciones sexuales con un tipo que no era su novio. Ella es la primera en descubrir que está embarazada debido a una prueba de embarazo que da positivo.
Ella quiere quedarse con el niño, la cual además convence a las demás para quedar embarazadas y así poder criar a sus hijos juntas. Estas chicas no quieren cumplir con el código tradicional y solo quieren "dar el amor que tienen a su bebe". Emancipación, es la palabra clave de estas chicas que construyen un plan para dejar de ser reflejo de sus padres. "Vamos a tener tan solo 16 años más, aparte de nuestros hijos, esto es el ideal. Vamos a estar más cerca de la edad, sin un choque de generaciones."
Ellas deciden educar a sus futuros hijos juntas en forma de una "comunidad hippie".
En el final, Camille pierde a su bebé después de tener un accidente de tráfico. Ella y su madre se mudan del pueblo sin decirle a nadie que ellas se irían. Las otras chicas tienen a sus bebés, pero ya no forman la "comunidad".